# 乐寿长
乐寿长（1947年—），男，汉族，湖南宁远人，中华人民共和国政治人物。曾任湖南省科学技术厅副厅长。第八、九、十届全国政协委员。